# Glicosilfosfatidilinositol

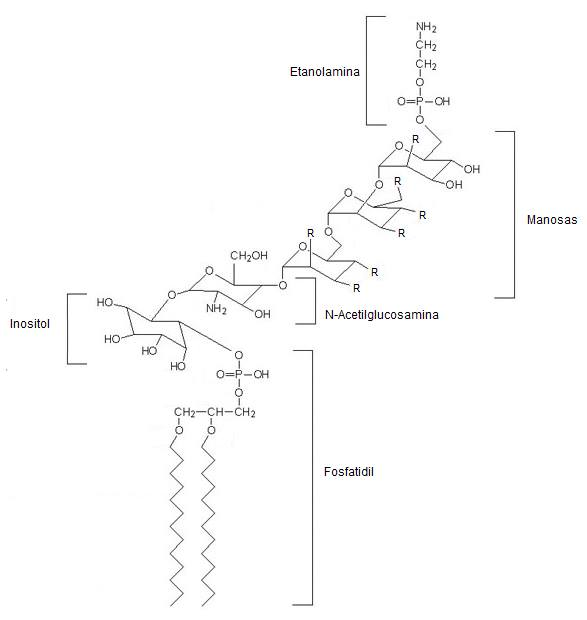
Imagen 1. Estructura del anclaje GPI.

El glicosilfosfatidilinositol (GPI) es un glucolípido que se une de forma covalente al extremo carboxil terminal de una proteína mediante una modificación post-traduccional de esta. Dicha unión se forma en el lumen (interior) del retículo endoplasmático. 
Generalmente, está formado por un grupo fosfatidilinositol (dos ácidos grasos unidos a un glicerol que a su vez está unido a un grupo fosfoinositol), manosas y una glucosamina que se unirá al extremo C-terminal de un aminoácido de la proteína. Los dos ácidos grasos del grupo fosfatidilinositol anclaran la proteína a la membrana celular.
Como muchas otras, las proteínas que se unirán al GPI contienen un péptido señal, que las conduce al retículo endoplasmático. Los aminoácidos cercanos al extremo C-terminal son muy hidrofóbicos y, cuando la proteína se ha sintetizado completamente, permanecen insertados en la membrana del retículo endoplasmático. Mediante enzimas, este extremo hidrofóbico es escindido y sustituido por el anclaje GPI (previamente sintetizado en el mismo RE): el extremo C-terminal de la proteína se unirá al grupo amino de la glucosamina del GPI.
Posteriormente, la proteína con el anclaje GPI es transportada mediante transporte vesicular al aparato de Golgi, y finalmente a la membrana celular donde permanecerá unida a la monocapa extracelular.  
Un malfuncionamiento del GPI puede provocar patologías como la hemoglobinuria paroxística nocturna entre otras enfermedades.  

## Antecedentes y descubrimiento
Los anclajes de proteína fosfatidilinositol se postularon por primera vez durante la década de 1970 basándose en la capacidad de ciertas enzimas bacterianas específicas, tales como la fosfatasa-alcalina y la 5'-nucleotidasa, para liberar proteínas a partir de la membrana plasmática de las células de los mamíferos.
Hacia 1985, los primeros indicios de la existencia de este tipo de anclajes fueron revelados en distintos estudios en los que se investigó sobre la composición y la estructura de moléculas como la acetilcolinesterasa del pez Torpedo californica, la acetilcolinesterasa de eritrocitos humanos y bovinos, el Thy-1 en ratas, y la proteína VSG (Variant Surface Glycoprotein) del Trypanosoma brucei, parásito responsable de la enfermedad del sueño.
Finalmente, en 1988, se obtuvieron las primeras estructuras GPI completas, concretamente la de la proteína VSG del Trypanosoma brucei y la del Thy-1 de rata.

## Biosíntesis
La biosíntesis de los anclajes GPI se da en gran parte en el retículo endoplasmático (tanto en su membrana como en el lumen) y en menor parte en el aparato de Golgi.
Esta biosíntesis es iniciada en la cara citoplasmática de la membrana del retículo endoplasmático con la transferencia de la N-acetilglucosamina de UDP-GlcNAc a un fosfoinositol (una de las partes principales de la molécula de GPI)  gracias a una glicosiltranferasa. De esta transferencia se forma GlcNAc-P. Seguidamente el GlcNAc-P sufre una N-deacetilación y se forma GlcN-PI.
En este punto la molécula sigue su síntesis en el lumen del retículo endoplasmático donde se da una acilación del grupo inositol, algunos estudios han sugerido que el donante de este grupo acil es la acil coenzima A. Aparte, y de nuevo en la cara citosólica de la membrana del retículo endoplasmático, se sintetiza dolicol-fosfato-manosa que donará las manosas a la molécula de GPI.
Seguidamente las dos primeras manosas son transferidas a la molécula desde el dolicol-fosfato-manosa y se añade una fosfatoetanolamina a la primera manosa. Seguidamente se añade una tercera manosa y en según qué especies una cuarta y se acaba añadiendo una fosfatoetanolamina a la segunda y tercera manosas.
Una vez el GPI está sintetizado, éste se une a una proteína previamente sintetizada por el extremo C-terminal. Esta proteína a la que se une el GPI debe tener tres características básicas:
-	Poseer una señal peptídica que le haga entrar en el lumen del retículo endoplasmático.
-	Poseer una señal peptídica en el extremo C-terminal que la una a la membrana del retículo endoplasmático mientras el ancoraje GPI se une.
-	Poseer un triplete de aminoácidos que permita la unión del GPI.
La unión entre la proteína y el GPI se da a través de una reacción de transamidación, en la que la proteína se une al GPI por el grupo amino de la fosfatoetanolamina , además se quita la señal indicada como segunda característica esencial de la proteína para unirse al GPI.
En este momento, el GPI puede sufrir algunos cambios que no siempre se dan, como la adición de una nueva manosa, la deacilación del inositol o cambios en los ácidos grasos del fosfatidilinositol.
Una vez proteína y GPI ya están unidos, se inicia el transporte de estos a la membrana celular mediante transporte vesicular, pasando primero por el aparato de Golgi donde se dan unos últimos cambios para poder adaptar al ancoraje GPI al microdominio destino (habitualmente balsas lipídicas).  Una vez llega a la membrana, se une a esta quedando el GPI en la cara extracelular.

## Estructura y diversidad

### Diversidad de proteínas con anclajes GPI

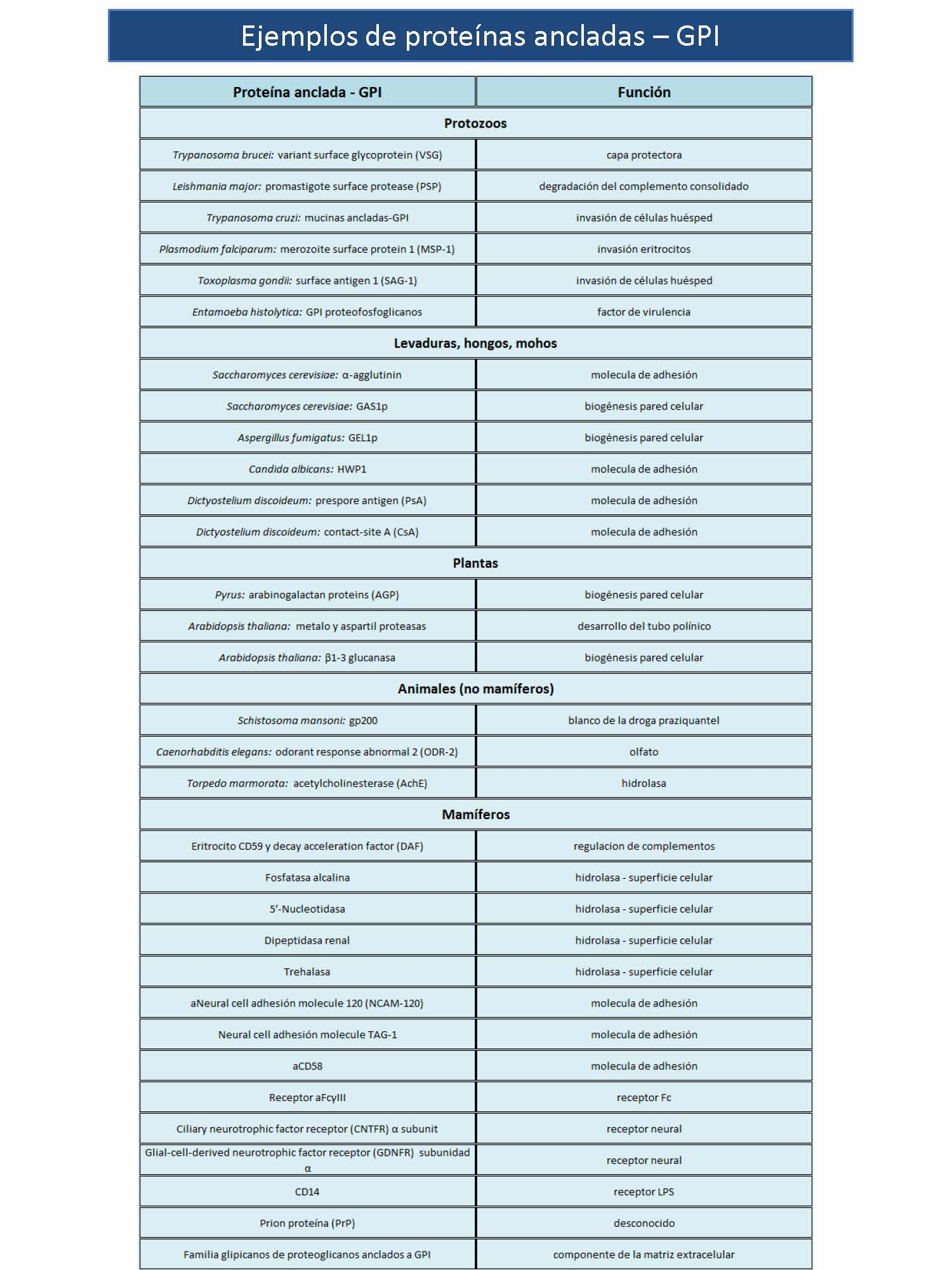
Tabla 1. Ejemplos de proteínas ancladas mediante GPI

Hasta la fecha, se han identificado cientos de proteínas con anclaje GPI en muchos eucariotas, que van desde los protozoos y hongos hasta los seres humanos (Tabla 1). La gama de proteínas ancladas mediante GPI sugiere que este tipo de anclaje es bastante frecuente entre los eucariotas y particularmente abundante en protozoos; las proteínas con anclaje GPI son, a nivel funcional, muy diversas e incluyen enzimas hidrolíticas, moléculas de adhesión, proteínas del sistema del complemento, etc.

### Estructura de los anclajes GPI
Prácticamente todas las proteínas ligadas con anclaje GPI comparten una estructura básica y común a todas ellas que se conserva en la totalidad de las especies que han sido investigadas hasta el momento(Tabla 2). 
Las estructuras de estos anclajes son únicas entre las asociaciones proteína - carbohidrato en que el extremo reductor del oligosacárido de la GPI no está unido a la proteína. En cambio, el residuo terminal reductor de glucosamina está enlazado mediante un enlace α1 - 6 glicosídico al grupo fosfatidilinositol (PI). Un residuo de manosa no reductor y que se encuentra a cierta distancia se une a la proteína a través de un puente fosfato de etanolamina (EtNP) entre el grupo hidroxilo del carbono 6 de la manosa y el grupo carboxilo del aminoácido carboxi-terminal. Las glicosilfosfatidilinositol (GPI) son uno de los casos raros en la naturaleza donde la glucosamina se encuentra tanto sin un grupo acetilo (como en la mayoría de los glicoconjugados) o con un sulfato (como en los proteoglicanos) modificando el grupo amino del carbono 2. La subestructura Manα1 - 4GlcNα1 - 6mioinositol-1-P-lipído es una característica universal de los anclajes GPI y de sus estructuras relacionadas.
En la levadura Saccharomyces cerevisiae, los restos de diacilglicerol de los anclajes GPI se sustituyen extensamente con ceramidas después de la fijación del anclaje GPI a la proteína.
Las estructuras de los anclajes GPI son muy diversas, dependiendo de la proteína a la que están unidos y del organismo en el que se sintetizan. Con una excepción conocida, los núcleos de las proteínas ligadas mediante anclajes GPI contienen un mínimo de tres residuos de manosilo en la secuencia de EtNP-6Manαl-2Manα1-6Manα1-4GlcNα1-6(PI), donde EtNP se refiere al puente fosfato de etanolamina, 'Man' a manosa, y 'GlcN' a glucosamina.
Existe una considerable variación en la mitad PI. De hecho, GPI es un término bastante flojo, ya que, en concreto, PI se refiere a D-mioinositol-1-P-3 ( sn-1,2-diacilglicerol), mientras que muchos GPI contienen otros tipos de fosfolípidos de inositol, como por ejemplo la inositol fosfoceramida.
Existen otras variaciones, como la caracterizada por la presencia de un ácido graso unido mediante un enlace éster al hidroxilo del carbono 2 del residuo de inositol. La presencia de esta modificación hace al anclaje resistente a la acción del PLC bacteriano específico para PI. Los datos estructurales disponibles de lípidos sugieren que los enlaces de proteínas con GPI mediante inositol fosfoceramida sólo se encuentran en los eucariotas más sencillos, tales como Saccharomyces cerevisiae , Aspergillus niger , Dictyostelium discoideum , y T. cruzi. Por ejemplo, en la levadura Saccharomyces cerevisiae, los restos de diacilglicerol de los anclajes GPI son ampliamente sustituidos con ceramidas después de la fijación del anclaje de GPI a la proteína.
Los factores que controlan la síntesis de un anclaje de glicosilfosfatidilinositol maduro encontrado en una proteína dada parecen ser similares a los de otras modificaciones posteriores a la traducción tales como la N-glicosilación y la O-glicosilación. Por lo tanto, el control primario es a nivel celular, por lo que serán las enzimas específicas biosintéticas las que decidirán el abanico definitivo de las estructuras. El control secundario es a nivel de la estructura terciaria/cuaternaria de la proteína que lleva el anclaje GPI, y esto afecta a la accesibilidad de las enzimas de procesamiento. Un ejemplo de control primario se encuentra en las diferencias en las cadenas laterales de glicanos en las GPI en la enzima membrana dipeptidasa entre humanos y bovinos. Y un ejemplo de control secundario es la diferencia entre las cadenas laterales de glicano de VSG (Variant Surface Glicoprotein) cuando algunas de estas enzimas con diferentes secuencias carboxi-terminales se expresan en el mismo trypanosoma.

### Estructuras GPI no ligadas
En células de mamíferos, algunas GPI libres se encuentran en la superficie celular, pero su importancia funcional es desconocida. Por otra parte, varios protozoos, sobre todo tripanosomátidos, expresan números altos (más de 10^7 copias por célula) de GPI libres en su superficie celular como productos metabólicos finales. Estos incluyen los fosfolípidos de glicoinositol (GIPLs) y lipofosfoglicanos (GLP) de la Leishmania. 
|                                                  |
| Imagen 2. Estructura general de los anclajes GPI |

|                                                                |
| Tabla 2. Estructuras representativas de anclajes GPI conocidos |

## La química de los anclajes GPI
Los anclajes glicosilfosfatidilinositol son moléculas complejas que incluyen enlaces amida, glicosídicos, fosfodiéster y los vínculos hidroxiéster entre sus diversos componentes. El reto de su síntesis orgánica total reunió grupos de varios países, incluyendo Japón, Estados Unidos, Alemania y el Reino Unido.
La estructura de estos anclajes puede separarse de forma selectiva mediante varios reactivos químicos y enzimáticos. Estos se utilizaron en un principio determinar la morfología de las GPI y ahora se aplican para confirmar su presencia.
Una reacción clave, desde una perspectiva analítica, es la desaminación (es decir, la ruptura de un grupo amino) por ácido nitroso del residuo de glucosamina. A través de esta reacción obtenemos una escisión muy específica del enlace glucosídico entre la glucosamina y el inositol. La reacción libera el PI (fosfatidilinositol), que se puede aislar y ser analizado por espectrometría de masas, y genera un extremo reductor libre en el glicano de GPI en forma de anhidromanosa (aMan). Una vez que este residuo se marca radiactiva o fluorescentemente y se desfosforila, el glicano puede ser convenientemente secuenciado usando exoglicosidasas (enzimas que cortan los enlaces glucosídicos de los azúcares terminales)
El hecho de obtener la disposición completa de los anclajes GPI es un proceso arduo que requiere de relativamente grandes cantidades de material de partida. En este trabajo se evalúa el grado de información estructural que se puede obtener a partir de una glicoproteína anclada a GPI previamente bien caracterizada, que generalmente es la VSG de Trypanosoma brucei.

## Funciones biológicas del GPI

### Funciones en las células de los mamíferos
En un principio, se creía que las principales funciones de los anclajes de GPI eran aumentar la movilidad de las proteínas por la membrana celular y convertirlas en proteínas solubles. Sin embargo, actualmente se ha podido advertir que el aumento de movilidad de las proteínas ancladas al GPI no es debido por éste directamente, sino que es causado por sus interacciones con la bicapa lipídica. Estas interacciones, a su vez, pueden aumentar o disminuir la movilidad de estas proteínas por la membrana. También se ha podido poner en manifiesto que la conversión a proteínas solubles solo sucede en muy pocas ocasiones y que, por tanto, no puede ser considerada una función principal. Por otra parte, la mayoría de proteínas ancladas al GPI son enriquecidas en vesículas creadas por señales físicas o químicas, por lo que el GPI tiene un papel crucial a la hora de clasificar las proteínas que deben madurar. Aun así, estos anclajes tienen muchas otras funciones, como actuar de receptores de membrana, defender del sistema de complemento y proteger la célula. Asimismo, se ha podido observar que las proteínas ancladas a GPI se acumulan principalmente en balsas lipídicas de la membrana celular. Por este motivo, se cree que el GPI se encuentra estrechamente ligado con la rigidez de estos dominios y con la clasificación de las proteínas que deben transportarse desde el retículo endoplasmático.
A pesar de esta gran significación, se han podido crear cepas de células de mamíferos que no disponen de GPI. Por consiguiente, el GPI no se considera vital para la supervivencia de la célula. No obstante, a través de experimentos con ratones modificados genéticamente, también se ha podido demostrar su gran importancia en la creación y el desarrollo de tejidos en los embriones, puesto que los ratones con deficiencia de GPI suelen ser más propensos a malformaciones e imperfecciones en los tejidos.

### Funciones en otras especies
Las diversas funciones del GPI y de las proteínas ancladas a él varían según la especie, pero en los protozoos parásitos y en muchos hongos presenta una mayor trascendencia.
Por ejemplo, en estudios de la levadura Saccharomyces cerevisiae, se ha podido observar que estos anclajes de GPI son usados para señalizar algunas proteínas en particular para su posterior incorporación a la pared celular. Estas proteínas, que contienen manosas, se incorporan a la pared en zonas donde abundan polisacáridos β-Glucanos, debido a que el GPI reacciona con estos cediéndoles un residuo de manosa. Este proceso es fundamental para la supervivencia de Saccharomyces cerevisiae, ya que deficiencias en el GPI pueden provocar la incorrecta síntesis de la pared celular.
Otros estudios sobre el parásito Trypanosoma brucei han permitido descubrir la importancia del GPI en su proceso de infección parasitaria. Este parásito presenta dos formas: una cuando se encuentra en el interior de los insectos y otra cuando se encuentra en el torrente sanguíneo. El GPI no es de gran importancia en la primera, pero en su segunda forma hace uso de receptores de transferrina que se encuentran anclados a GPI. Además, los anclajes de GPI también son utilizados por Trypanosoma brucei para crear cubiertas muy densas de proteínas en la membrana con el fin de protegerla de los sistemas de complemento.

## Patologías relacionadas con el GPI
Una de las enfermedades más conocidas causada por un defecto de los anclajes de GPI es la llamada hemoglobinuria paroxística nocturna, que causa una anemia hemolítica. El origen de esta enfermedad se encuentra en una mutación somática en el gen PIG-A, localizado en el cromosoma X. Este gen es el encargado de codificar una enzima, la fosfatidilinositol N-acetilglucosaminiltransferasa subunidad A, que es la encargada de catalizar una parte de la biosíntesis del GPI. A causa de la deficiencia en esta enzima, los anclajes de GPI no se pueden sintetizar correctamente y las proteínas de membrana de los eritrocitos no pueden anclarse. Consecuentemente, los eritrocitos de los pacientes afectados por esta enfermedad no disponen de protección contra el sistema de complemento, el cual lleva a cabo la lisis de los glóbulos rojos.
Por otra parte, los anclajes de GPI son esenciales para muchos parásitos en su proceso de infección parasitaria. Por ejemplo, el protista Trypanosoma brucei, causante de la tripanosomiasis humana africana, hace uso de receptores de transferrina anclados a GPI, como se ha mencionado anteriormente. También se han encontrado a otros patógenos, como el Toxoplasma gondii y el Protozoario Plasmodium, en los que algunas de sus principales proteínas se encuentran ancladas a GPI. Estas proteínas son las encargadas de provocar cambios en el sistema inmunitario del huésped. Del mismo modo, se cree que muchos de estos anclajes de GPI son los causantes de efectos inflamatorios, como es el caso de la fiebre en la malaria.
Asimismo, las proteínas ancladas al GPI también pueden funcionar como receptores de toxinas y parásitos. Por ejemplo, son receptores de toxinas como la aerolisina, proveniente de la eubacteria Aeromonas hydrophila. De la misma manera, actualmente se cree que muchas enfermedades causadas por priones, como la enfermedad de las vacas locas o el Alzheimer, son causadas por endosomas con priones anclados a GPI. No obstante, se ha podido asociar la falta de anclajes GPI como un acelerador de la formación y la propagación de los priones.